# فردریک اشتوک
فردریک اشتوک (آلمانی: Frederick Stock؛ ۱۱ نوامبر ۱۸۷۲ – ۲۰ اکتبر ۱۹۴۲) آهنگساز، نوازنده ویولن و رهبر ارکستر اهل آلمان بود.
نخستین معلم موسیقی او پدرش بود که یک رهبر ارکستر ارتش بود. سپس در سن ۱۴ سالگی به «هنرستان موسیقی کلن» رفت و زیر نظر انگلبرت هومپردینک به تحصیلاتش ادامه داد و با ویلم مینگلبرخ هم‌کلاس بود.
در سال ۱۸۹۵ میلادی اشتوک با تئودور تامس دیدار کرد؛ دیداری که برای او سرنوشت‌ساز بود. تئودور تامِس در آن هنگام رهبر ارکستر سمفونیک شیکاگو بود و به‌نبال نوازندگان مستعد برای ارکسترش می‌گشت. تئودور تامِس پس از شنیدن ویولن‌نوازی اشتوک، او را به عنوان نوازندهٔ ویولا برای ارکستر سمفونیک شیکاگو استخدام کرد. تئودور خیلی زود متوجه شد که این نوازندهٔ جوان، استعداد عجیبی در رهبری ارکستر هم دارد و در سال ۱۸۹۹ میلادی او را به مقام «دستیار رهبر ارکستر» ارتقا داد. پس از مرگ تئودور تامس در ۴ ژانویهٔ ۱۹۰۵ میلادی، اشتوک جانشین او شد.